# بریفداگ

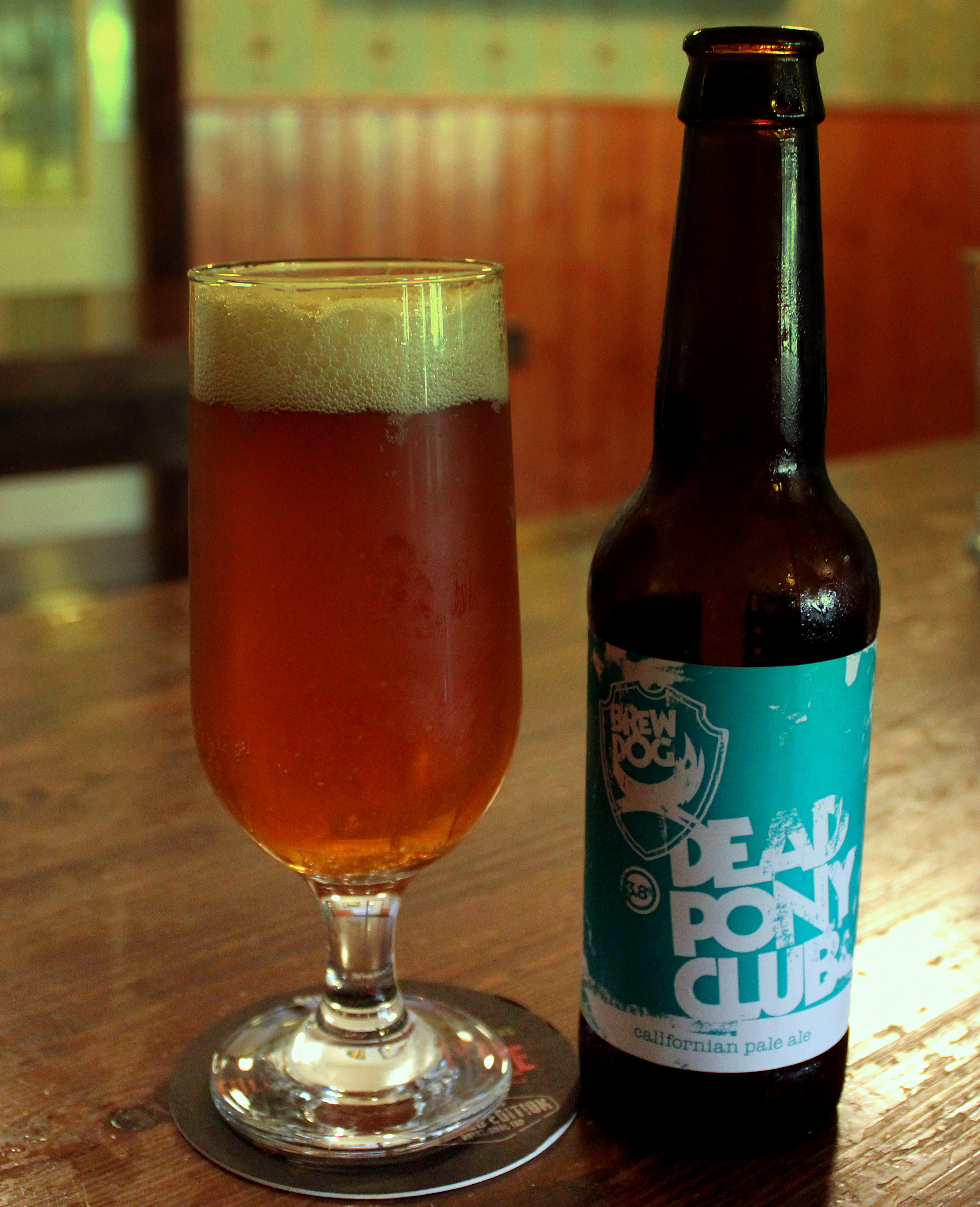
آب‌جو محصولی از شرکت بریفداگ - ۲۰۱۳

بریفداگ (انگلیسی: BrewDog) شرکت نوشیدنی بریتانیایی است، که در سال ۲۰۰۷ تأسیس شد.